# Flatliners (2017)
Flatliners ist ein Science-Fiction-Film von Niels Arden Oplev, der am 29. September 2017 in die US-amerikanischen Kinos kam und einen Tag später in die deutschen. Es handelt sich um eine Neuverfilmung des Films Flatliners – Heute ist ein schöner Tag zum Sterben aus dem Jahr 1990 und basiert wie dieser auf einem Drehbuch von Peter Filardi, das von Ben Ripley für die Neuauflage angepasst wurde.

## Handlung
Eine Gruppe von Medizinstudenten rund um die junge Courtney Holmes will das Geheimnis lüften, ob es ein Leben nach dem Tod gibt. Um Nahtoderfahrungen zu erleben, lassen sich die angehenden jungen Ärzte mit Hilfe eines Defibrillators kurzzeitig in einen todesähnlichen Zustand versetzen, in welchem ihre Herzfunktion eine Nulllinie (engl. „flatline“) zeigt. Nach wenigen Minuten wird die Versuchsperson von den anderen Studenten wiederbelebt. Neben Courtney sind dies Marlo, Sophia und Jamie. Zusätzlich ist das Medizin-Ass Ray dabei, welcher eine eigene Flatlining-Erfahrung jedoch verweigert. Alle vier Probanden berichten nach der Wiederbelebung von Euphorie und unbeschreiblichen Glücksgefühlen im Todeszustand. Auch im echten Leben lassen sich Veränderungen feststellen, so kann Courtney plötzlich nach 12 Jahren wieder perfekt Klavier spielen und beherrscht den Vorlesungsstoff wie kein anderer.
Gleichzeitig werden die vier jedoch von Visionen früher erlebter Tragödien heimgesucht. Courtney hatte vor 9 Jahren einen Autounfall, bei dem ihre kleine Schwester Tessa ums Leben kam – nun hat sie Flashbacks von Tessa. Marlo sieht immer wieder einen Mann namens Cyrus Gudgeon, dessen Tod sie im Krankenhaus aufgrund von Unachtsamkeit verursacht hatte. Jamie verfolgt eine frühere Jugendliebe, welche er versehentlich geschwängert und dann verlassen hatte, und Sophia sieht ein Mädchen aus ihrer ehemaligen Klasse, von dem sie Nacktfotos verbreitete, um ihren Ruf zu ruinieren.
Die Visionen werden immer stärker, bis Courtney sogar von ihrer Vision von Tessa vom Dach ihres Hauses gestoßen wird und stirbt. Marlo, Sophia, Jamie und Ray sehen ein, dass es keine andere Möglichkeit gibt, um die Visionen zu beenden, als die Schuldgefühle ihrer Vergangenheit loszuwerden. So sucht Sophia das Mädchen aus ihrer Klasse auf und entschuldigt sich für ihre Taten, was dieses akzeptiert. Jamie trifft auf das Mädchen, das er geschwängert hatte, und findet heraus, dass er nun einen Sohn hat. Er verspricht, von nun an für die beiden da zu sein, und plant sogar, extra dafür umzuziehen. Nur Marlo schafft es nicht, ihren Fehler beim Dekan zuzugeben, aus Angst, ihre Karriere als Ärztin zu ruinieren. Nachdem sie erneut grausame Visionen bekommen hat, beschließt Marlo, sich mit dem Defibrillator das Leben zu nehmen. Den anderen gelingt es jedoch gerade noch rechtzeitig, Marlo wiederzubeleben. Daraufhin berichtet Marlo dem Dekan über ihre fehlerhafte Behandlung und die Fälschung des Obduktionsberichts. Entgegen ihren Befürchtungen wird sie jedoch nicht exmatrikuliert, sondern lediglich auf Bewährung gesetzt.
Am Ende des Filmes verbringen die vier den Abend in einer Bar, in der sie früher immer mit Courtney gefeiert hatten. Im Hintergrund wird ein Klavierstück gespielt, welches Courtney nach ihrer ersten Flatlining-Erfahrung ebenfalls gespielt hatte.

## Produktion
Der Film ist eine Neuverfilmung des Films Flatliners – Heute ist ein schöner Tag zum Sterben von Joel Schumacher aus dem Jahr 1990. Wie dieser Film basiert er auf einem Drehbuch von Peter Filardi, das von Ben Ripley für die Neuauflage angepasst wurde.
Kiefer Sutherland, der bereits in dem Film aus dem Jahr 1990 mitspielte, wirkt in der Neuverfilmung ebenfalls mit und übernimmt diesmal die Rolle des Dr. Barry Wolfson. Die angehenden Ärzte Courtney, Marlo, Sophia, Jamie und Ray, die eine Nahtoderfahrung machen, werden von Elliot Page, Nina Dobrev, Kiersey Clemons, James Norton und Diego Luna gespielt.
Die Dreharbeiten fanden in den kanadischen Städten Oakville, Cambridge und in Toronto statt. In Toronto drehte man in den dortigen Pinewood Studios in Port Lands, im Humber Bay Park und Anfang Juli 2016 in der Innenstadt von Toronto, wo die Dreharbeiten begannen. Am 7. September 2016 wurden die Dreharbeiten beendet.
Die Filmmusik wurde von Nathan Barr komponiert. Der Soundtrack zum Film umfasst 22 Musikstücke und wurde am 29. September 2017 veröffentlicht.
Im Juni 2017 wurde ein erster Trailer zum Film veröffentlicht. In den USA wurde der Film erstmals am 27. September 2017 im ACE Hotel in Los Angeles gezeigt. Nachdem ursprünglich ein Kinostart für den 18. August 2017 vorgesehen war, kam der Film am 29. September 2017 in die US-amerikanischen und am 30. November 2017 in die deutschen Kinos.

## Synchronisation
Die deutsche Synchronisation entstand nach einem Dialogbuch und unter der Dialogregie von Sven Hasper im Auftrag der Berliner Synchron GmbH Wenzel Lüdecke.
| Darsteller            | Sprecher             | Rolle             |
| --------------------- | -------------------- | ----------------- |
| Nina Dobrev           | Tanya Kahana         | Marlo             |
| James Norton          | Jacob Weigert        | Jamie             |
| Diego Luna            | Matthias Deutelmoser | Ray               |
| Kiersey Clemons       | Lisa May-Mitsching   | Sophia            |
| Elliot Page           | Anne Helm            | Courtney          |
| Anna Arden            | Antje Thiele         | Alicia            |
| Kiefer Sutherland     | Tobias Meister       | Dr. Barry Wolfson |
| Daniela Barbosa       | Christina Wöllner    | Hayley            |
| Jenny Raven           | Alice Bauer          | Irina Wong        |
| Natasha Bromfield     | Cornelia Waibel      | Krankenschwester  |
| Lisa Codrington       | Marion Musiol        | Oberschwester     |
| Stefano DiMatteo      | Patrick Giese        | Rettungssanitäter |
| Mary Grant            | Julia Blankenburg    | Röntgenärztin     |
| Wendy Raquel Robinson | Heide Domanowski     | Sophias Mutter    |
| Jimi Shlag            | Sven Brieger         | stämmiger Patient |

## Rezeption

### Altersfreigabe
In Deutschland ist der Film FSK 12. In der Freigabebegründung heißt es: „Die Geschichte um Traumata und der Auseinandersetzung mit der eigenen Vergangenheit ist überwiegend ruhig erzählt und konzentriert sich auf die differenziert gezeichneten Figuren. Einzelne Schockmomente und Horrormotive sowie die geheimnisvolle Stimmung können Kinder unter 12 Jahren irritieren und überfordern.“

### Kritiken
Der Film konnte nur wenige Kritiker überzeugen, so verzeichnete Rotten Tomatoes gerade drei positive von insgesamt 77 ausgewerteten Kritiken.
So meint Anthony O’Connor von filmink.com, es handele sich um eine Art von Film, den man in fünf Jahren vergessen habe.

### Einspielergebnis
Die weltweiten Einnahmen des Films aus Kinovorführungen belaufen sich auf knapp 45,2 Millionen US-Dollar. In Deutschland verzeichnete der Film 113.000 Besucher.